# Aramari (Kiribati)
Aramari (auch: Aramari Gilberts) ist ein Ort im nördlichen Teil des pazifischen Archipels der Line Islands nahe dem Äquator im Staat Kiribati. 2020 wurden 235 Einwohner gezählt.

## Geographie
Aramari liegt zwischen Tereitannano und Fareturaina im Südwesten des Atolls Tabuaeran. Im Süden liegt Grieg Point.

## Klima
Das Klima ist tropisch heiß, wird jedoch von ständig wehenden Winden gemäßigt. Ebenso wie die anderen Orte der südlichen Line Islands wird Aramari gelegentlich von Zyklonen heimgesucht.